# Hayrettinköy
Hayrettinköy ist ein Dorf im Landkreis Bozkurt der türkischen Provinz Denizli.
Hayrettinköy liegt etwa 72 Kilometer nordöstlich der Provinzhauptstadt Denizli und 25 Kilometer nordöstlich von Bozkurt. Hayrettinköy hatte laut der letzten Volkszählung 124 Einwohner (Stand Ende Dezember 2010).